# Aechmea huebneri
Aechmea huebneri là một loài thực vật có hoa trong họ Bromeliaceae. Loài này được Harms mô tả khoa học đầu tiên năm 1929.